# Юридический вестник
«Юридический вестник» — под таким названием в Российской империи в XIX веке издавались два юридических журнала, один — в Санкт-Петербурге, другой — в Москве.

### Санкт-Петербург
В Санкт-Петербурге журнал издавался с 1860 по 1864 год, сначала — в виде приложения к «Архиву Исторических и практических сведений». Первым его редактором был Николай Васильевич Калачов. Издание петербургского журнала прекратилось на № 6 1864 года. Последние номера вышли с опозданием: № 4—5 — в 1865, № 6 — в 1876 году. Всего было выпущено 48 номеров.
Петербургский журнал сначала был только юридическим в узком смысле этого слова, разрабатывая притом по преимуществу вопросы догмы уголовного и гражданского права и процесса; обсуждались проблемы современного русского законодательства и судопроизводства, конкретные вопросы предполагавшейся судебной реформы. Журнал помещал в дискуссионном порядке различные предложения по усовершенствованию уголовного законодательства и системы тюремного заключения. Публиковались также статьи по истории и теории русского права, законодательству и судопроизводству в Западной Европе.
Кроме Н. В. Калачова, принимали участие В. В. Берви, Н. И. Ламанский, Н. И. Ланге, К. П. Победоносцев, Г. К. Репинский, А. П. Чебышев-Дмитриев и др. Ряд статей о лесном уставе поместил в журнале Н. В. Шелгунов. Статью «Рабоче-воспитательные заведения для несовершеннолетних преступников» (1864, № 1) напечатал здесь П. Н. Ткачев.

### Москва
Журнал без предварительной цензуры издавался в Москве в 1867—1892 годах Московским юридическим обществом; выходил с перерывом во втором полугодии 1868 года и с января 1870 по март 1871; затем — регулярно до конца 1892 года.
Главной целью московского издания была защита необходимости судебной реформы и разработка вопросов, связанных с этой реформой. Большого успеха у читателей журнал не имел.
Редакторами в разное время были Н. В. Калачов и С. С. Шайкевич (1867—1869), В. Н. Лешков (1871—1880) и А. М. Фальковский (1871—1878), М. М. Ковалевский (1878—1880), С. А. Муромцев (1879—1892), В. А. Гольцев (1880—1883), В. М. Пржевальский (1882—1892).
В 1873 году в качестве постоянных заведующих отделами были приглашены: по отделу уголовного права И. М. Остроглазов, гражданского — Н. П. Ляпидевский; юридическую хронику вел (недолго) В. И. Кохнов.
С середины 1870-х годов программа журнала начинает расширяться: с Муромцевым и Ковалевским входит в неё история и философия права, с Янжулом, Чупровым, Зибером — политическая экономия и финансы, с графом Камаровским — международное право и т. д.
К 1879 году, когда редактором журнала был уже С. А. Муромцев, новая его физиономия окончательно сложилась. Его программа вполне совпала с программой юридических факультетов, то есть обняла собой не только догму, но и историю, и философию права, политическую экономию и финансы. Вместе с тем, несмотря на значительную долю терпимости к различным разногласиям в области научных вопросов, журнал получил определенное направление, как политическое, так до некоторой степени и научное. Он безусловно отстаивал начала реформ эпохи Александра II: земство, свободу слова, гласность судопроизводства, суд присяжных и т. д. В области гражданского права и философии права журнал популяризировал идеи Иеринга, главным представителем которых в нем был С. А. Муромцев.
В области уголовного права с 1879 года постоянным и ближайшим сотрудником «Юридического Вестника» делается Д. А. Дриль, который сделал из журнала орган идей антропологической школы уголовного права; охотно помещались в нем переводы произведений Чезаре Ломброзо, Энрико Ферри и их сторонников. Противники этой школы (например, А. К. Вульферт), ранее работавшие в журнале постоянно, с 1880-х годов начинают давать ему лишь некрологи и случайные библиографические заметки.
В области политической экономии в «Юридическом Вестнике» была заметна струя марксизма (Н. Зибер), хотя она никогда не делалась господствующей.
Из постоянных сотрудников журнала отметим еще Каблукова, Карышева, Скалона, Лудмера. Несколько раз «Юридический Вестник» пытался ввести отдел правильной хроники, но через несколько месяцев хроника исчезала. Вообще журнал привлекал к себе внимание публики, оставил несомненный след в науке и общественном сознании, но практиков-юристов не удовлетворял; этим, вероятно, объясняется, что число подписчиков никогда не превышало 1100, а нередко спускалось до 800 и ниже.
В конце 1892 года московский журнал был отдан под предварительную цензуру, вследствие чего юридическое общество решило его закрыть.